# Amblygaster
Amblygaster is een geslacht van straalvinnige vissen uit de familie van haringen (Clupeidae). Het geslacht is voor het eerst wetenschappelijk beschreven in 1849 door Bleeker.

## Soorten
- Amblygaster clupeoides Bleeker, 1849
- Amblygaster leiogaster (Valenciennes, 1847)
- Amblygaster sirm (Walbaum, 1792)